# Hermann Hreiðarsson
Hermann Hreiðarsson, född 11 juli 1974 i Reykjavik, är en isländsk fotbollstränare och före detta spelare. Som spelare spelade han i England under femton år och är tillsammans med Nathan Blake den som blivit degraderad från Premier League flest gånger (5).

## Karriär

### Klubblag
Hermann Hreiðarsson startade sin karriär i ÍBV, där han under sin sista säsong i klubben fick vinna den isländska ligan. I augusti 1997 lämnade han Island för spel med Crystal Palace. Trots att han gick in i startelvan direkt så kunde han inte rädda klubben från att åka ur Premier League. Under säsongen gjorde han två mål; ett mot Sheffield Wednesday och ett mot Chelsea.
I september 1998 köptes Hreiðarsson av Brentford för 750 000 pund, och blev den dyraste värvningen i klubbens historia. Brentford, som då låg i Football League Third Division, vann ligan 1998/99 och blev därmed uppflyttade. Hreiðarsson stannade dock inte då klubben valde att sälja honom till Wimbledon i oktober 1999 för 2,5 miljoner pund, vilket var klubbens dyraste försäljning genom tiderna, ett rekord som stod sig till 2014. I Wimbledon blev han för andra gången i sin karriär degraderad från Premier League.
År 2000 värvades han till nyuppflyttade Ipswich Town, som sensationellt kom 5:a i Premier League och kvalificerade sig för UEFA-cupen. I UEFA-cupen gjorde han ett mål mot Helsingborgs IF. Den efterföljande säsongen blev dock motsatsen och klubben åkte istället ur högstaserien. 2003 gick Hreiðarsson vidare till Charlton Athletic som han åkte ur Premier League med  säsongen 2006/2007. Då flyttade han istället till Portsmouth. 2008 vann Portsmouth FA-cupen för första gången sedan 1939 efter att ha besegrat Cardiff City med 1-0 i finalen. Portsmouth gick till FA-cup final även 2010 men då var dock Hreiðarsson skadad och missade därmed matchen.
Säsongen 2009/10 åkte Portsmouth ur Premier League, men trots det skrev Hreiðarsson på ett nytt kontrakt. Han stannade i två säsonger till innan han skrev på för Coventry City, där han dock blev skadad redan efter två matcher. Han vände då hem till Island för att bli spelande tränare i moderklubben ÍBV.

### Landslag
Hermann Hreiðarsson gjorde debut för Islands landslag i juni 1996 mot Cypern, då han hoppade in för Alexander Högnason. Han kom att spela 89 landskamper och gjorde på dem fem mål.

## Meriter
ÍBV
- Úrvalsdeild: 1997

Brentford
- Third Division: 1999

Portsmouth
- FA-cupen: 2008